# Кубок Ліхтенштейну з футболу 1955—1956
Кубок Ліхтенштейну з футболу 1955—1956 — 11-й розіграш кубкового футбольного турніру в Ліхтенштейні. Титул здобув Вадуц.

## 1/2 фіналу
| Команда 1 | Рахунок | Команда 2 |
| --------- | ------- | --------- |
| Шан       | 5–2     | Бальцерс  |
| Трізен    | 4–7     | Вадуц     |

## Фінал
| 15 вересня 1956 |

| Вадуц | 4–1 | Шан |
| ----- | --- | --- |
|       |     |     |

| Трізен |